# مسألة هلبرت الحادية عشر
معضلة هيلبرت الحادية عشر هي واحدة من المسائل التي طرحها ديفيد هيلبرت في عام 1900. تتعلق هذه المعضلة بالأشكال التربيعية.